# روبرت والاس ويلكينز
روبرت والاس ويلكينز (بالإنجليزية: Robert Wallace Wilkins)‏ هو طبيب قلب وأستاذ جامعي أمريكي، ولد في 4 ديسمبر 1906 في تشاتانوغا في الولايات المتحدة، وتوفي في 9 أبريل 2003 في نيوبوريبورت في الولايات المتحدة.